# Jon Brittain
Jon Brittain (Chester, 1987) is een Olivier Award-winnende toneelschrijver en regisseur.

## Levensloop
Brittain is geboren in Chester in het noordwesten van Engeland en groeide op in Nederland. In 2008 studeerde hij af met een BA aan de Universiteit van East Anglia.

## Werk
Brittains toneelstuk Rotterdam ging in oktober 2015 in wereldpremière bij Theatre 503 in Londen en ontving vervolgens een Off West End Award-nominatie voor Best New Play.
Brittain schreef en regisseerde eerder Margaret Thatcher Queen of Soho, met in de hoofdrol Matt Tedford. Hij regisseerde ook stand-upcomedian John Kearns's Fosters' Award winnende shows Sight Gags for Perverts en Shtick.

## Prijs
- 2017 - Olivier Award voor toneelstuk Rotterdam[3][4]